# Loukovice
Loukovice är en ort i Tjeckien.   Den ligger i regionen Vysočina, i den centrala delen av landet, 150 km sydost om huvudstaden Prag. Loukovice ligger 476 meter över havet och antalet invånare är 124.
Terrängen runt Loukovice är huvudsakligen platt, men åt nordväst är den kuperad. Runt Loukovice är det ganska tätbefolkat, med 83 invånare per kvadratkilometer. Närmaste större samhälle är Třebíč, 10,7 km nordost om Loukovice. Trakten runt Loukovice består till största delen av jordbruksmark.